# Мадаполам

Зразок мадаполаму

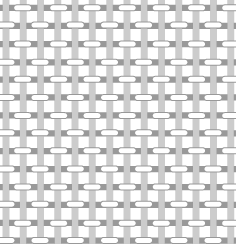
Полотняне переплетіння мадаполаму

Мадапола́м (фр. madapolam < тел. మాధపొల్లం) — легка бавовняна тканина полотняного переплетення. Свою назву отримав від індійського містечка Мадхавапалам (англ. Madhavapalam, тел. మాధవయ్య-పాళెము) — нині передмістя міста Нарсопура в штаті Андхра-Прадеш.

## Історія виникнення
Матеріал вперше був виготовлений в Індії, країні, яка здавна славилася своїми багатими текстильними традиціями. Умільці з містечка Мадхавапалам (Мадаполам) навчилися виготовляти особливу тканину, яка згодом отримала однойменну назву і, можна навіть сказати, прославила на весь світ місце своєї появи.

## Опис тканини
Це легка бавовняна тканина. Переплетення — полотняне. Сировиною для неї служить міткаль. Використовується для натільної і постільної білизни, основа для батику. Щільність дорівнює 40x31 нитки на 1 см.